# Gavião-bombachinha
O gavião-bombachinha (nome científico: Harpagus diodon) é uma espécie de ave de rapina da família Accipitridae. Ocorre na Argentina, Bolívia, Brasil, Equador, Guiana Francesa, Guiana, Paraguai, e Suriname.
O nome gavião-bombachinha foi selecionado como nome vernáculo técnico para a espécie em 2021.